# Amagon (Arkansas)
Amagon è una città nella contea di Jackson, nello Stato americano dell'Arkansas. Nel censimento del 2010 aveva una popolazione di 98 abitanti e una densità abitativa di 340,88 abitanti per km².

## Geografia fisica
Amagon si trova alle coordinate 35°29′17″N 94°13′15″W.
Amagon ha una superficie totale di 0,29 km² dei quali 0,29 sono di terra ferma e 0,00 km² sono di acqua.